# Wilków (powiat namysłowski)
Wilków (niem. Wilkau) – wieś w Polsce, położona w województwie opolskim, w powiecie namysłowskim, w gminie Wilków.
W latach 1975–1998 wieś położona była w ówczesnym województwie opolskim.

## Integralne części wsi
| SIMC    | Nazwa    | Rodzaj     |
| ------- | -------- | ---------- |
| 0504835 | Wilkówek | przysiółek |

## Nazwa
Nazwa miejscowości pochodzi od polskiej nazwy określającej wilka (Canis lupus) drapieżnego ssaka z rodziny psowatych. W księdze łacińskiej Liber fundationis episcopatus Vratislaviensis (pol. Księga uposażeń biskupstwa wrocławskiego) spisanej za czasów biskupa Henryka z Wierzbna w latach 1295–1305 wymieniona jest w zlatynizowanej formie Wilkaw. Dnia 12 listopada 1946 r. nadano miejscowości polską nazwę Wilków.

## Zabytki

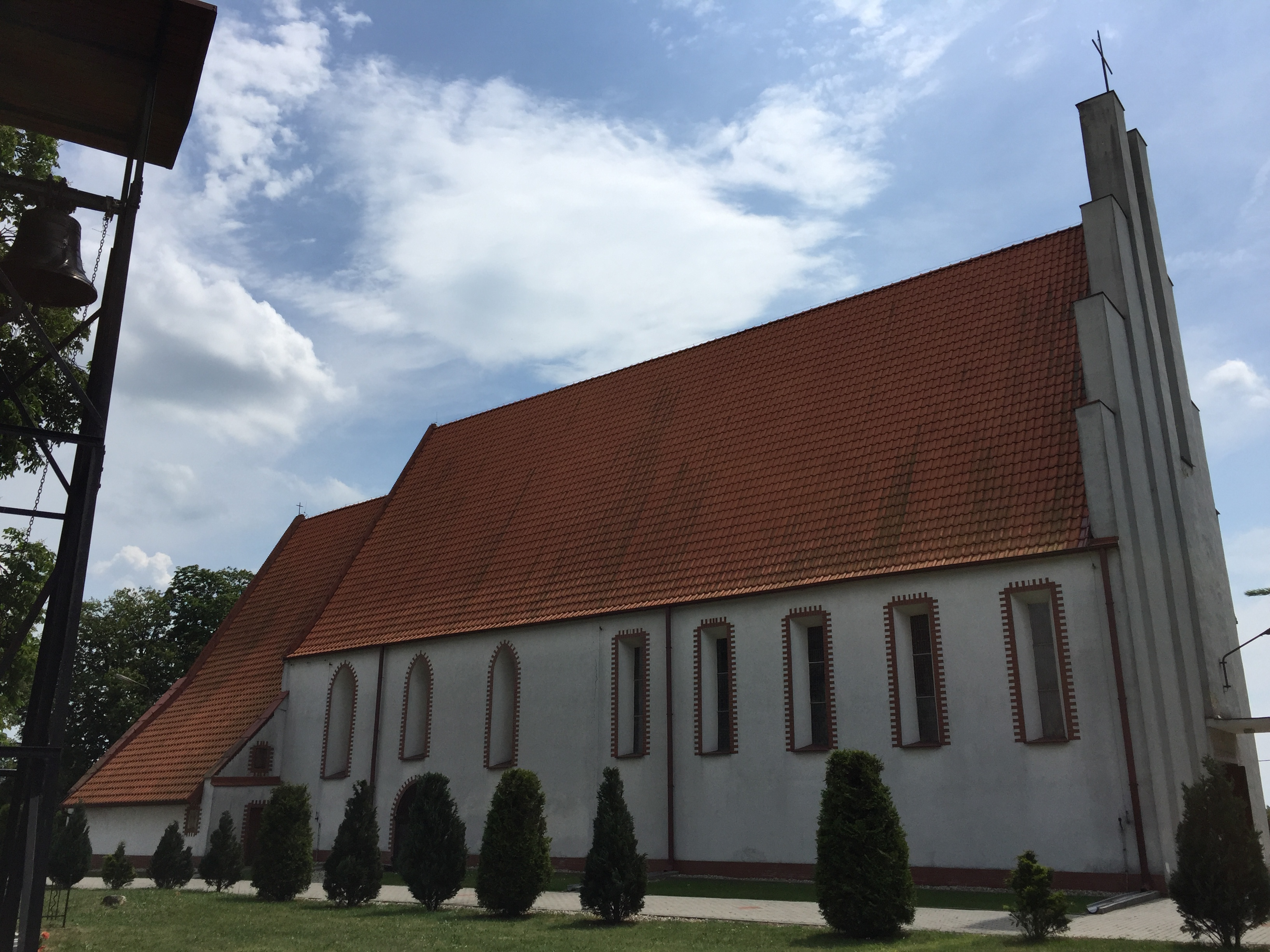
gotycki kościół parafialny pw. św. Mikołaja

Do wojewódzkiego rejestru zabytków wpisane są:
- kościół par. pw. św. Mikołaja, z XIII/XIV w., 1500 r., l. 1957-1959
- zespół pałacowy, z poł. XIX w., pocz. XX w.:
  - Pałac w Wilkowie
  - park

Inne zabytki:
- dwór, obecnie dom nr 116, z 1830 r., 1916 r.